# Bruxelles 1893
Bruxelles 1893 est un jeu de société créé par Étienne Espreman en 2013, illustré par Alexandre Roche et édité par Pearl Games. Ce jeu a été récompensé par l'As d'or grand prix en 2014. Une nouvelle édition avec l'extension intégrée est prévue pour 2023 aux éditions Geek Attitude Games.

## Thème
Fin du XIXe siècle, Bruxelles est, grâce à Victor Horta et d'autres architectes de l'époque, le berceau de l'Art nouveau. Ils influenceront l'Europe et les plus grands architectes de la belle époque. Dans ce jeu, nous sommes un architecte qui doit tenter de gagner la plus grande renommée.

## Extensions et jeux dérivés
Bruxelles 1897 est un jeu édité depuis 2019 par Geek Attitude Games, créé par Étienne Espreman et illustré par Vincent Joassin. Il est l'adaptation en cartes du jeu de plateau Bruxelles 1893.
Bruxelles 1893 : Belle époque est une extension du jeu Bruxelles 1893 et sa sortie est prévue pour 2023.